# Starke County
Starke County is een county in de Amerikaanse staat Indiana.
De county heeft een landoppervlakte van 801 km² en telt 23.556 inwoners (volkstelling 2000). De hoofdplaats is Knox.

## Bevolkingsontwikkeling

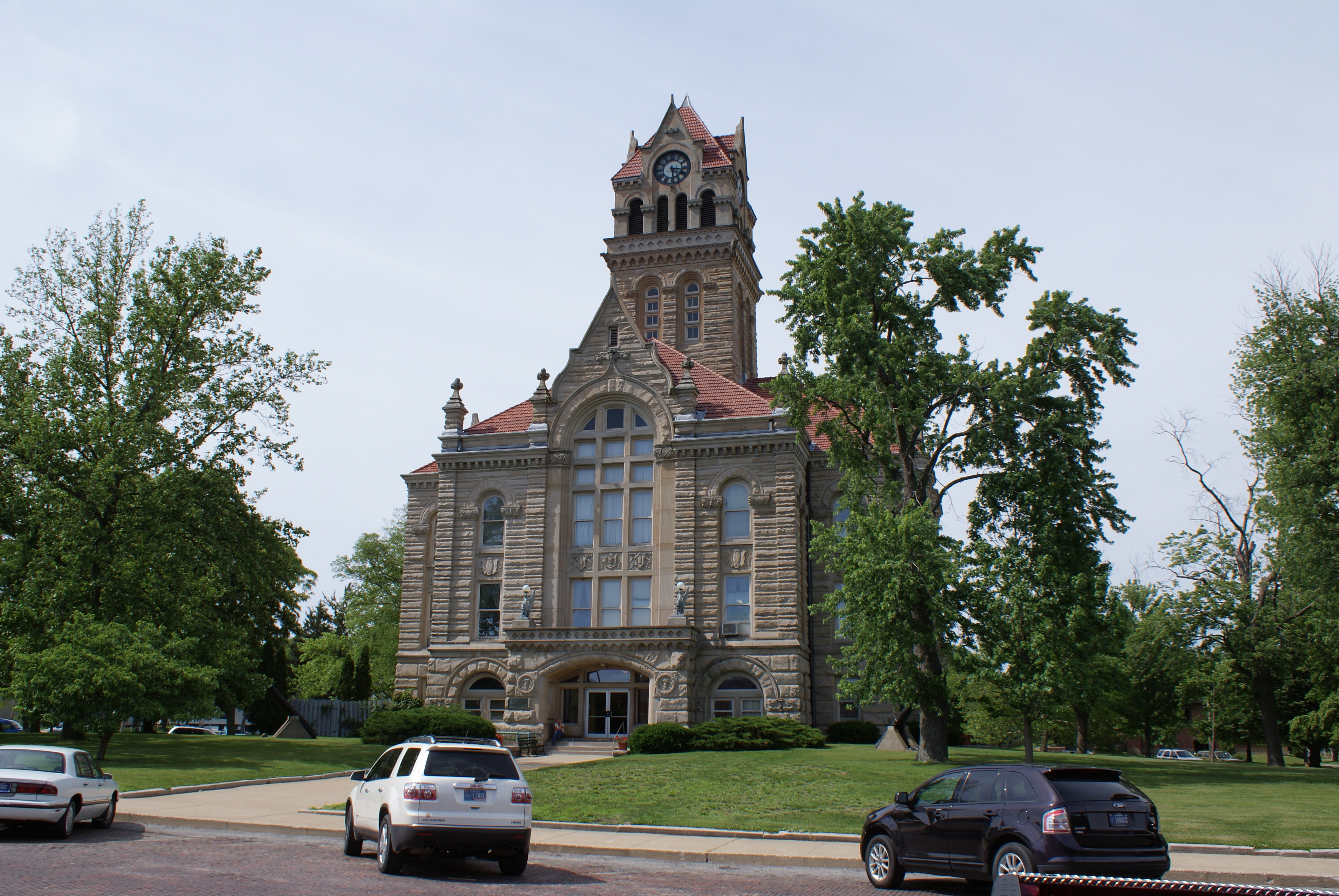
Starke County Courthouse